# Daguan (Anqing)
Der Stadtbezirk Daguan (chinesisch 大观区, Pinyin Dàguān Qū) ist ein Stadtbezirk der bezirksfreien Stadt Anqing in der chinesischen Provinz Anhui. Der Stadtbezirk hat eine Fläche von 274,3 Quadratkilometern und zählt 293.000 Einwohner (Stand: Ende 2018). 

## Administrative Gliederung
Auf Gemeindeebene setzt sich der Stadtbezirk aus sieben Straßenvierteln, einer Großgemeinde und zwei Gemeinden zusammen. 